# Ґрабіна (Ґарволінський повіт)
Ґрабіна (пол. Grabina) — село в Польщі, у гміні Ласкажев Ґарволінського повіту Мазовецького воєводства.
Населення — 146 осіб (2011).
У 1975-1998 роках село належало до Седлецького воєводства.

## Демографія
Демографічна структура станом на 31 березня 2011 року:
|          | Загалом | Допрацездатний вік | Працездатний вік | Постпрацездатний вік |
| -------- | ------- | ------------------ | ---------------- | -------------------- |
| Чоловіки | 74      | 19                 | 47               | 8                    |
| Жінки    | 72      | 20                 | 38               | 14                   |
| Разом    | 146     | 39                 | 85               | 22                   |